# Aron Komitopul
Aron Komitopul – możny bułgarski z rodu Komitopulów żyjący pod koniec X wieku. Brat Dawida, Mojżesza i Samuela.

## Biografia
W latach 971–976 razem z braćmi władał Macedonią pod zwierzchnictwem bizantyjskim. Po śmierci cesarza Jana Tzimiskesa wszczęli powstanie antybizantyńskie. Tuż po jego wybuchu Aron został jednak z całą rodziną w Razmetanicy zamordowany przez swojego brata Samuela.